# Zdenko Adamović
Zdenko Adamović (Osijek, 20. prosinca 1963.) je bivši hrvatski nogometaš i nogometni trener.  

## Karijera
Seniorsku karijeru započeo je u splitskom Hajduku. Kasnije je igrao za NK Osijek, FK Vojvodina Novi Sad, NK Čelik Zenica u jugoslavenskim ligama, a u inozemstvu za njemačke klubove: SpVgg Bayreuth i FC Augsburg. 
Kada je dolazio u Hajduk bio je pionirski reprezentativac Jugoslavije.
Kao trener svega 15 dana bio je u drniškom DOŠK-u, da bi kasnije prešao na klupu tadašnjeg trećeligaša Zmaja iz Makarske.

## Statistika u Hajduku
| Natjecanje        | Nastupi | Zgodici |
| ----------------- | ------- | ------- |
| Prvenstvo         | 66      | 13      |
| Kup               | 11      | 4       |
| Superkup          | 0       | 0       |
| Međunarodne       | 9       | 1       |
| Splitski podsavez | 0       | 0       |
| Ukupno            | 86      | 18      |
| Prijateljske      | 115     | 75      |
| Sveukupno         | 201     | 93      |

Ptvi službeni nastup imao je 11. studenog 1981. za osminu finala kupa Jugoslavije protiv Napretka u Splitu, a ulazi kao zamjena Pešiću. Hajduk je ovu utakmicu dobio s 3:1 pogocima Gudelja (2) i Šalova.

## Vanjske poveznice
- Profil na playerhistory.com
- Profile na worldfootball.net